# Emili Beüt i Belenguer
Emili Beüt i Belenguer  (València, 1902-1993) va ser un escriptor, editor i activista cultural valencià, president de Lo Rat Penat entre 1972 i 1980.

## Activitat cultural
Abans de la guerra civil espanyola col·laborà amb l'Associació Protectora de l'Ensenyança Valenciana i elaborà un projecte de comarcalització del País Valencià, tasca segurament facilitada pel gran coneixement que tenia del país, perquè era un destacat excursionista.
Després de la guerra i durant el franquisme, va publicar obres literàries en l'Editorial Torre fundada per Xavier Casp i Miquel Adlert. Col·laborà en les revistes mensuals Sicània i València cultural i va ser membre de la Fundació Gaietà Huguet, que concedeix anualment un premi sobre un treball lingüístic en llengua catalana.
Publicà, entre d'altres, els llibres Camins d'argent (1950-57) i l'antologia Els paisatges i pobles valencians descrits pels nostres escriptors (1966).

## Actuació com a president deLo Rat Penat
El 27 de novembre de 1972, va ser nomenat president d'aquesta entitat cultural; 2 anys després va ser ratificat en el càrrec reglamentàriament i quatre anys després, en retirar-se la candidatura oposada als seus plantejaments, de Xavier Casp, Beüt va ser ratificat.
Durant la presidència d'Emili Beüt, van prendre el control de Lo Rat Penat moviments socials contraris al manteniment de la unitat lingüística que feia tradicionalment des de la seua fundació aquesta entitat, i això forçà diverses personalitats culturals valencianistes com Sanchis Guarner a abandonar la institució.
Emili Beüt rebé moltes crítiques que l'acusaven de catalanista i presentà la dimissió el 6 de novembre de 1978, però va rectificar en veure que la situació comprometia la vida de Lo Rat Penat.
Finalment, el 9 de gener de 1980 els membres d'aquesta societat van presentar contra ell i altres membres de la Junta un vot de censura que va prosperar, i Emili Beüt va ser substituït per Xavier Casp.
En octubre d'aquell mateix any va ser expulsat de Lo Rat Penat, junt amb Enric Soler i Godes, per ser partidaris de la unitat de la llengua.